# Чекаев, Кузьма Никитич
Кузьма Никитич Чекаев (14 ноября 1909, Саввушка, Томская губерния — 12 февраля 1945, Германия) — лейтенант Рабоче-крестьянской Красной Армии, участник Великой Отечественной войны, Герой Советского Союза (1945).

## Биография
Кузьма Чекаев родился 14 ноября 1909 года в селе Саввушка Алейской волости Змеиногорского уезда Томской губернии (ныне — Змеиногорский район Алтайского края). После окончания девяти классов школы работал сначала в личном хозяйстве, затем в колхозе. В апреле 1941 года Чекаев был призван на службу в Рабоче-крестьянскую Красную Армию. С июля того же года — на фронтах Великой Отечественной войны. В 1943 году Чекаев окончил курсы усовершенствования командного состава. В боях был ранен.
К июлю 1944 года лейтенант Кузьма Чекаев командовал 6-й стрелковой ротой 920-го стрелкового полка 247-й стрелковой дивизии 61-го стрелкового корпуса 69-й армии 1-го Белорусского фронта. Отличился во время освобождения Польши. 28 июля 1944 года рота Чекаева переправилась через Вислу в районе населённого пункта Бжесце к юго-западу от города Пулавы и захватила плацдарм на её западном берегу, после чего удержала и расширила его. В последующих боях Чекаев получил ранения, от которых скончался 12 февраля 1945 года. Похоронен в германском населённом пункте Штейнберг.
Указом Президиума Верховного Совета СССР от 24 марта 1945 года за «образцовое выполнение боевых заданий командования на фронте борьбы с немецкими захватчиками и проявленные при этом отвагу и геройство» старший лейтенант Кузьма Чекаев посмертно был удостоен высокого звания Героя Советского Союза. Также был награждён орденами Ленина, Красного Знамени и Александра Невского.